# Castelletto di Branduzzo
Castelletto di Branduzzo – miejscowość i gmina we Włoszech, w regionie Lombardia, w prowincji Pawia.
Według danych na rok 2004 gminę zamieszkiwało 1015 osób, 92,3 os./km².